# Segunda Categoría del Guayas 2008
El Campeonato Provincial de Segunda Categoría de Guayas 2008 es un torneo de fútbol en Ecuador en el cual compiten equipos de la provincia de Guayas. El torneo es organizado por la Asociación de Fútbol del Guayas (AsoGuayas) y es avalado por la Federación Ecuatoriana de Fútbol. El torneo inició el 4 de mayo de 2008. 
Participan 18 clubes de fútbol que disputarán la clasificación al torneo nacional de segunda categoría, que a su vez les dará la oportunidad de ascender a la Serie B para el siguiente año. El torneo consta de dos etapas regulares, luego dos cuadrangulares, luego semifinales (ida y vuelta) más una final a un solo partido.

## Equipos participantes
Participan la mayoría de los clubes de fútbol que estén afiliados a la Asociación de Fútbol del Guayas. En total participan un total de 18 equipos en la primera etapa, de los cuales 8 llegarán a la segunda etapa.  Luego habrán dos semifinales y finalmente una final a un solo partido.
| Equipos participantes  | Equipos participantes | Equipos participantes  |
| ---------------------- | --------------------- | ---------------------- |
| Academia Alfaro Moreno | Rocafuerte F.C.       | Liga de Guayaquil      |
| Patria                 | A.D. Naval            | 9 de Octubre           |
| Everest                | L.D. Estudiantil      | Paladín "S"            |
| River Plate            | Panamá                | ESPOL                  |
| Liceo Cristiano        | Fedeguayas            | Estudiantes del Guayas |
| Don Café               | Calvi                 | Sur y Norte            |

## Resultados
Los horarios corresponden a la hora de Ecuador (UTC-5)

### Primera fase

#### Grupo A
| Equipo                 | Pts | PJ | PG | PE | PP | GF | GC | Dif |
| ---------------------- | --- | -- | -- | -- | -- | -- | -- | --- |
| Academia Alfaro Moreno | 22  | 8  | 7  | 1  | 0  | 25 | 3  | 22  |
| Rocafuerte F.C.        | 19  | 8  | 6  | 1  | 1  | 36 | 3  | 33  |
| Liga de Guayaquil      | 19  | 8  | 6  | 1  | 1  | 13 | 5  | 8   |
| Patria                 | 15  | 8  | 5  | 0  | 3  | 19 | 4  | 15  |
| A.D. Naval             | 10  | 7  | 3  | 1  | 3  | 11 | 8  | 3   |
| 9 de Octubre           | 7   | 8  | 2  | 1  | 5  | 11 | 21 | -10 |
| Everest                | 3   | 7  | 0  | 3  | 4  | 6  | 21 | -15 |
| L.D. Estudiantil       | 1   | 7  | 0  | 1  | 6  | 4  | 24 | -20 |
| Paladín "S"            | 1   | 7  | 0  | 1  | 6  | 4  | 40 | -36 |

#### Grupo B
| Equipo                 | Pts | PJ | PG | PE | PP | GF | GC | Dif |
| ---------------------- | --- | -- | -- | -- | -- | -- | -- | --- |
| River Plate            | 20  | 8  | 6  | 2  | 0  | 30 | 4  | 26  |
| Panamá                 | 19  | 8  | 6  | 1  | 1  | 22 | 5  | 17  |
| ESPOL                  | 16  | 8  | 5  | 1  | 2  | 16 | 6  | 10  |
| Liceo Cristiano        | 16  | 8  | 5  | 1  | 2  | 17 | 8  | 9   |
| Fedeguayas             | 13  | 8  | 3  | 4  | 1  | 27 | 12 | 15  |
| Estudiantes del Guayas | 10  | 8  | 3  | 1  | 4  | 15 | 16 | -1  |
| Don Café               | 4   | 8  | 1  | 1  | 6  | 5  | 25 | -20 |
| Calvi                  | 4   | 8  | 1  | 1  | 6  | 7  | 36 | -29 |
| Sur y Norte            | 0   | 8  | 0  | 0  | 8  | 3  | 30 | -27 |

### Segunda fase

#### Grupo A
| Equipo                 | Pts | PJ | PG | PE | PP | GF | GC | Dif |
| ---------------------- | --- | -- | -- | -- | -- | -- | -- | --- |
| Academia Alfaro Moreno | 18  | 6  | 6  | 0  | 0  | 13 | 1  | 12  |
| Panamá                 | 9   | 6  | 3  | 0  | 3  | 8  | 9  | -1  |
| Liceo Cristiano        | 6   | 6  | 2  | 0  | 4  | 7  | 7  | 0   |
| Liga de Guayaquil      | 3   | 6  | 1  | 0  | 5  | 1  | 12 | -11 |

#### Grupo B
| Equipo          | Pts | PJ | PG | PE | PP | GF | GC | Dif |
| --------------- | --- | -- | -- | -- | -- | -- | -- | --- |
| Rocafuerte F.C. | 11  | 6  | 3  | 2  | 1  | 12 | 5  | 7   |
| River Plate     | 10  | 6  | 3  | 1  | 2  | 14 | 10 | 4   |
| ESPOL           | 10  | 6  | 3  | 1  | 2  | 11 | 7  | 4   |
| Patria          | 2   | 6  | 0  | 2  | 4  | 3  | 18 | -15 |

### Tercera fase

#### Semifinal 1
| Equipo          | Pts | PJ | PG | PE | PP | GF | GC | Dif |
| --------------- | --- | -- | -- | -- | -- | -- | -- | --- |
| Rocafuerte F.C. | 4   | 2  | 1  | 1  | 0  | 1  | 0  | 1   |
| Panamá          | 1   | 2  | 0  | 1  | 1  | 0  | 1  | -1  |

#### Semifinal 2
| Equipo                 | Pts | PJ | PG | PE | PP | GF | GC | Dif |
| ---------------------- | --- | -- | -- | -- | -- | -- | -- | --- |
| River Plate            | 6   | 2  | 2  | 0  | 0  | 8  | 1  | 7   |
| Academia Alfaro Moreno | 0   | 2  | 0  | 0  | 2  | 1  | 8  | -7  |

### Cuarta fase

#### Final 1
Se jugó la final entre los ganadores de los cuadrangulares.  River Plate le ganó a Rocafuerte F.C. por el marcador de 1-0.

| Equipo          | Pts | PJ | PG | PE | PP | GF | GC | Dif |
| --------------- | --- | -- | -- | -- | -- | -- | -- | --- |
| River Plate     | 3   | 1  | 1  | 0  | 0  | 1  | 0  | 1   |
| Rocafuerte F.C. | 0   | 1  | 0  | 0  | 1  | 0  | 1  | -1  |